# Щавель русский
Щаве́ль ру́сский (лат. Rūmex rōssicus) — одно-, двулетнее травянистое растение, вид рода Щавель семейства Гречишные (Polygonaceae).

## Распространение и среда обитания
Вид распространён на европейской части России от Карелии до Волгограда, в Сибири — от Курганской области до Якутии.
Произрастает на сырых лугах, по берегам водоёмов, на песчаных почвах и галечниках. Встречается как заносное растение в населённых пунктах, расселяясь в канавах.

## Ботаническое описание
Высотой до 60 см, с прямым бороздчатым стеблем, во второй трети ветвящимся, с ветвями, направленными косо-вверх. Нижние листья ланцетной формы до 20 см длиной и до 2 см шириной, с острыми концами, сужающиеся к черешку.
Цветки собраны в облиственное соцветие, образованное мутовками из цветков, которые сближаются кверху в плотный цилиндрический колос. Цветоножки у плодов короче околоцветников или равны им. Цветёт в июне — июле.
Плоды красновато-бурого цвета, около полутора миллиметров длиной и менее одного шириной.
Кариотип: 2n=40.